# Camille O'Sullivan
Camille O'Sullivan, connue sous le mononyme de Camille, est une chanteuse, musicienne et actrice irlandaise.

## Discographie

### Albums live
- 2005 La Fille Du Cirque
- 2005 Plays Brel Live
- 2008 Live at the Olympia